# Ocotea jefensis
Ocotea jefensis är en lagerväxtart som beskrevs av Van der Werff. Ocotea jefensis ingår i släktet Ocotea och familjen lagerväxter. Inga underarter finns listade i Catalogue of Life.